# Mianów
Mianów – wieś w Polsce położona w województwie łódzkim, w powiecie pabianickim, w gminie Lutomiersk.
W latach 1975–1998 miejscowość administracyjnie należała do województwa sieradzkiego.
Pierwsza pisana wzmianka o wsi pochodzi z 1176, kiedy to Kazimierz Sprawiedliwy miał przekazać na prawie średzkim Mianów, a także kilka innych wsi, cystersom z Sulejowa. W 1309 Władysław Łokietek wznowił przywilej na prawo średzkie dla miejscowości należących do cystersów, m.in. Mianowa. W 1399 wieś przechodzi w ręce dzierżawców. 
Od roku 2006 we wsi działa klub piłkarski MKS Mianów. 
We wsi kręcono sceny do filmu Ida.  
Zobacz też: Mianowo